# Tecumseh (Shawnee)
Tecumseh, vaak ook Tecumtha genoemd, (Ohio, ca. 1768 – Moraviantown, nu Thamesville, 5 oktober 1813) was een bekend Shawneeleider; hij spande zich zijn hele leven in om de inheemse Amerikaanse volken in een hechte bond te verenigen die er gezamenlijk, desnoods gewapenderhand, naar moest streven hun grondgebieden te behouden.
Zelfs zijn grote tegenstander William Henry Harrison, later kortdurend president van de Verenigde Staten, zag hem als een begaafd redenaar, een zeldzaam genie, en uitte bewondering voor zijn politieke en verbale kwaliteiten. Tecumseh was een fel tegenstander van de Amerikaanse expansie naar het westen, maar verzette zich tegen het doden van vrouwen en kinderen en tegen het martelen of doden van krijgsgevangenen.
Hij was ongeveer 1,75 meter groot en kon in het Engels gesprekken voeren; maar bij onderhandelingen lette hij erop uitsluitend Shawnee te spreken. Naast Metacomet en Pontiac wordt hij gezien als een van de zeldzame indianenleiders die een langetermijnvisie had in zijn strijd tegen de kolonisatie. 

## Afstamming en jeugd
Tecumseh werd zeer waarschijnlijk geboren in de omgeving van het huidige Chillicothe (Ohio), als vijfde van acht kinderen. De Shawnees waren tijdens de Beveroorlogen door de Irokezen (Haudenosaunee) uit het gebied verdreven, zodat zijn vader Puckeshinwau en moeder Metoataaskee afkomstig waren uit het gebied van de Creek in het huidige Alabama en Georgia, ze hoorden bij een groep Shawnees die als de Kishpoko werden aangeduid. Rond 1759 gingen ze in Ohio wonen, waar de Shawnees als volk naar terug probeerden te keren. De Shawnees waren aan het eind van de zeventiende eeuw door stammentwisten verspreid geraakt over het oosten van Noord-Amerika en er daardoor het meest diasporische volk.  Als gevolg daarvan was er onder hen ook allang een traditionele opvatting dat de verschillende stammen moesten samenwerken en in vrede samenleven.
Puckeshinwau sneuvelde op 10 oktober 1774 in de Slag bij Point Pleasant.
In 1783 was Tecumseh, eveneens nog op jonge leeftijd, aanwezig bij een grote bijeenkomst van stammen in Lower Sandusky, waar hij van Joseph Brant de opvatting overnam dat het land van alle stammen samen was. De regering van de pas gestichte Verenigde Staten stond er echter op met de afzonderlijke stammen te onderhandelen in plaats van met alle indianen gezamenlijk. Daartoe moesten de indianen er eerst van overtuigd worden dat de gronden die ze met hun families gebruikten van hen waren - en vervolgens dat ze deze moesten verkopen. Van 1783 tot 1871 sloten de Verenigde Staten op die manier 372 landverdragen - alsof elk ontmoedigd volkje evenwaardig was aan een Europese natie.
Vanaf 1796 was het Amerikaanse beleid erop gericht de Indianen zoveel mogelijk een westerse levensstijl te laten aannemen (te '"civiliseren"): als ze zouden kiezen voor uisluitend landbouw, in plaats van de traditionele combinatie daarvan met de jacht, zouden ze veel minder grond nodig hebben. Historicus James Truslow Adams gaf later hiervoor als vuistregel dat een indiaanse familie evenveel vierkante mijl aan wildernis nodig had als een kolonistengezin acres om te ploegen. Thomas Jefferson, president van 1801-1809, streefde sterk naar Amerikaanse expansie en vond dat de indianen maar naar ten westen van de Mississippi moesten verhuizen of zich volledig aanpassen aan de Amerikaanse samenleving. Ook gaf hij instructies om hun onderlinge samenwerking zoveel mogelijk te dwarsbomen. Het afbakenen van grenzen voor individuele stammen, waarmee dan apart onderhandeld kon worden, was voor hem en Harrison een weloverwogen veroveringstactiek.

## Broer van de profeet Tenskwatawa

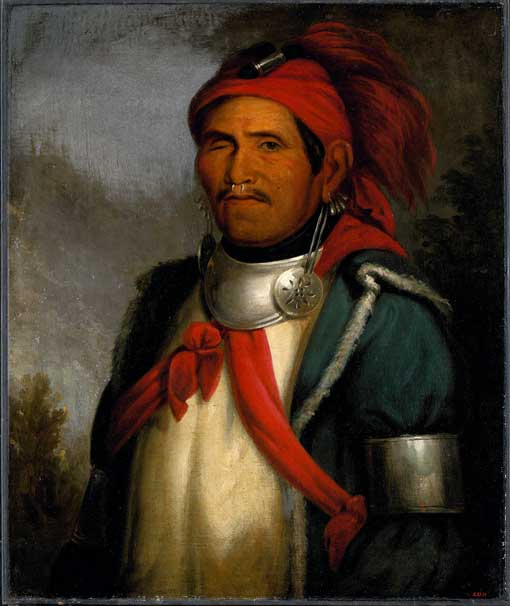
De aan een oog blinde Tenskwatawa, de profeet, schilderij (ca. 1830-1833) door Henry Inman naar Charles Bird King, National Gallery of Art, Washington

Een oudere broer van Tecumseh, Cheeseekau, had vanaf 1786 de leidende rol in een groep indianen die de Amerikaanse kolonisten gewapenderhand bestreed, hij vocht onder andere in Pontiacs Oorlog (1763-1766) en sneuvelde in 1792. Hun jongere broer (en medicijnman) Lalawéthika (ca. 1775-1837), begon in 1805 naar aanleiding van een droom opeens onder de naam Tenskwatawa ("Hij die de deur opent") de opvatting te verkondigen dat de Indianen goddelijke hulp en redding zouden vinden als ze vasthielden aan eigen tradities, eerlijk waren en zich afkeerden van de Europese levensstijl, met name ook van het drinken van alcohol. Vanuit deze visie stichtte hij een religieuze beweging die veel volgers vond onder de indianen, met name ook doordat hij een zonsverduistering op 16 juni 1806 wist te voorspellen en zelfs de indruk wist te wekken dat hij deze zelf had veroorzaakt om zijn gelijk te bewijzen. Hij verkondigde de overtuiging dat indianen en blanken elk door een andere schepper geschapen waren en dat er een raciale grens moest komen tussen een gemeenschappelijk indiaans land en de Verenigde Staten. Vooral onder de Delawares vond hij veel aanhangers, die heksenprocessen begonnen tegen sommigen van zijn tegenstanders en in maart 1806 onder zijn leiding vier daarvan (christenen) hadden verbrand.
Toen Tecumseh meer op de voorgrond trad stond deze aanvankelijk bekend als "de broer van de profeet". Naar aanleiding van de dreigende oorlog tussen Engeland en de Verenigde Staten stichtten Tecumseh en Tenskwatawa in 1808 op vijf kilometer van Tippecanoe een nieuw Shawnee-dorp met tweehonderd huizen, dat door de kolonisten "Prophetstown" werd genoemd. Tecumseh begon steeds meer andere vestigingen van Indianen te bezoeken met zijn boodschap dat ze moesten streven naar onderlinge vrede en samenwerking; daarbij beschouwde hij zichzelf als de gezant van zijn broer, de profeet, terwijl ze beiden ook gebruik maakten van afgezanten om hun boodschap (van de een religieus, van de ander politiek) naar elders uit te dragen en pelgrims uit te nodigen naar Prophetstown. Velen kwamen er ook wonen, zoals de Potawatomi Main Poc, die vanaf 1810 een overtuigd medestrijder van Tecumseh werd en ook namens hem rondreisde.
Een deel van de Shawnees was het helemaal niet met Tenskwatawa en Tecumseh eens en zocht juist zijn heil in samenwerking met en aanpassing aan de Amerikanen. Zij werden geleid door Catecahassa (Black Hoof) en Biaseka (Wolf), die een paar keer persoonlijk gingen overleggen met president Jefferson over het verkrijgen van een eigen grondgebied en in 1795 hun eigen centrum hadden gesticht in Wapakoneta. Het hypocriete antwoord van Jefferson was dat hij zich niet kon mengen in de onderlinge territoriale geschillen tussen de indianen - terwijl zijn ambtenaren zich juist inspanden om grenzen af te bakenen voor de aparte volken. Wapakoneta oefende wel aantrekkingskracht uit op de Shawnees en in 1809 woonde waarschinlijk een kwart van hen daar en in twee bijhorende vestigingen, (Lewistown en Hog Creek).

## Tecumseh's confederatie

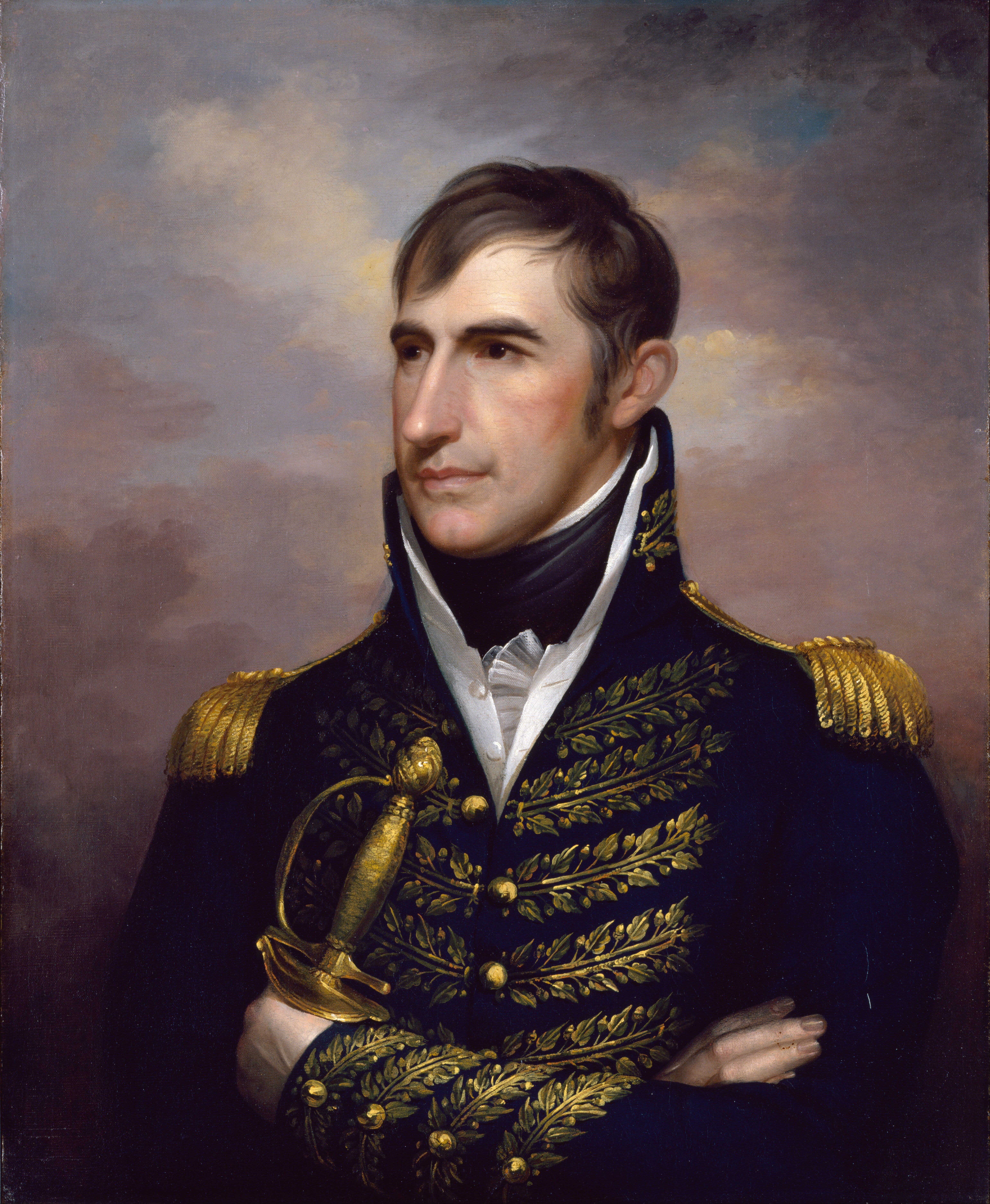
William Henry Harrison, schilderij (rond 1800, uniform toegevoegd ca. 1813) door Rembrandt Peale, National Gallery of Art - Google Art Project

In september 1809 sloot Harrison als gouverneur van het Indiana Territory met een aantal stammen het Verdrag van Fort Wayne (1809) waardoor bijna 12,000 km2 land in het huidige Indiana en Illinois werden overgedragen aan de Amerikanen. Hij had het verzoek van Tenskwatawa en Tecumseh om daarbij aanwezig te zijn afgewezen, met als argumenten dat de Shawnees geen rechten hadden op het betreffende grondgebied en dat Tenskwatawa geen chief was. In een rondreis langs vele stammen slaagde Tecumseh erin een First Nations confederatie op te richten die zich tegen het verdrag verzette. Intussen had hij in augustus 1810 te Vincennes (Indiana) een eerste ontmoeting met Harrison (waarin hij zich heftig tegen het verdrag verzette en in feite oorlog tussen hen als vaststaand beschouwde). In juli 1811 hadden ze een tweede ontmoeting, waarbij Tecumseh echter de informatie prijsgaf dat hij zijn rondreis langs nog veel meer stammen zou voortzetten en dat hij daarna eventueel bereid zou zijn naar Washington af te reizen voor overleg met de president.
Tecumseh wist dat het verjagen van de blanken naar Europa absoluut onhaalbaar was. In de brief aan minister van Oorlog, William Eustis, waarin hij de kwaliteiten van Tecumseh noemde, uitte Harrison ook zijn grote verontrusting over diens activiteiten, schreef dat deze al vier jaar constant aan het rondtrekken was; hij noemde hem de "Moses van de familie". Hij zag de beide broers voornamelijk als agenten van de Engelsen en Eustis opperde zelfs hen bij verrassing gevangen te nemen. Het staat vast dat Tecumseh van 1808 tot 1810 vier keer naar het gebied van de Detroit Rivier reisde, tweemaal naar het stroomgebied van de Upper Mississippi (ten noorden van het huidige Saint Louis), en ook in Ohio zijn zaak ging verdedigen, naast veel gelijkaardige activiteiten dichter bij hun Prophetstown.
Vooral de rondreis die hij van augustus 1811 tot januari 1812 maakte was een van de meest uitgesproken pogingen om zoveel mogelijk indianen te verenigen. Er is verder veel onduidelijk over waar zijn reizen hem brachten, aangezien hij tegenover de belangrijkste bronnen hiervoor, de Amerikanen, in het algemeen wel zwijgzaam was over zijn bedoelingen.

Maar op 5 augustus 1811 (twee dagen voor Harrisons verontruste bericht aan Eustis) vertrok hij met een groep van twintig indianen (van minstens drie verschillende volken) recht naar het zuiden, in de hoop daar anderen voor zijn zaak te winnen. Een paar weken later hield hij verschillende dagen na elkaar toespraken in dorpen van de Choctaws en eenmaal ook op een grote vergadering in de buurt van het huidige Macon (Mississippi), maar had daarbij uiteindelijk weinig succes. Hij werd met name tegengesproken door chief Pushmataha, die, net als een aantal van zijn collega's, een uitkering uit Washington kreeg, en Tecumseh in zijn gebied achternareisde om na ieder van diens toespraken op te roepen tot vrede met de Amerikanen.

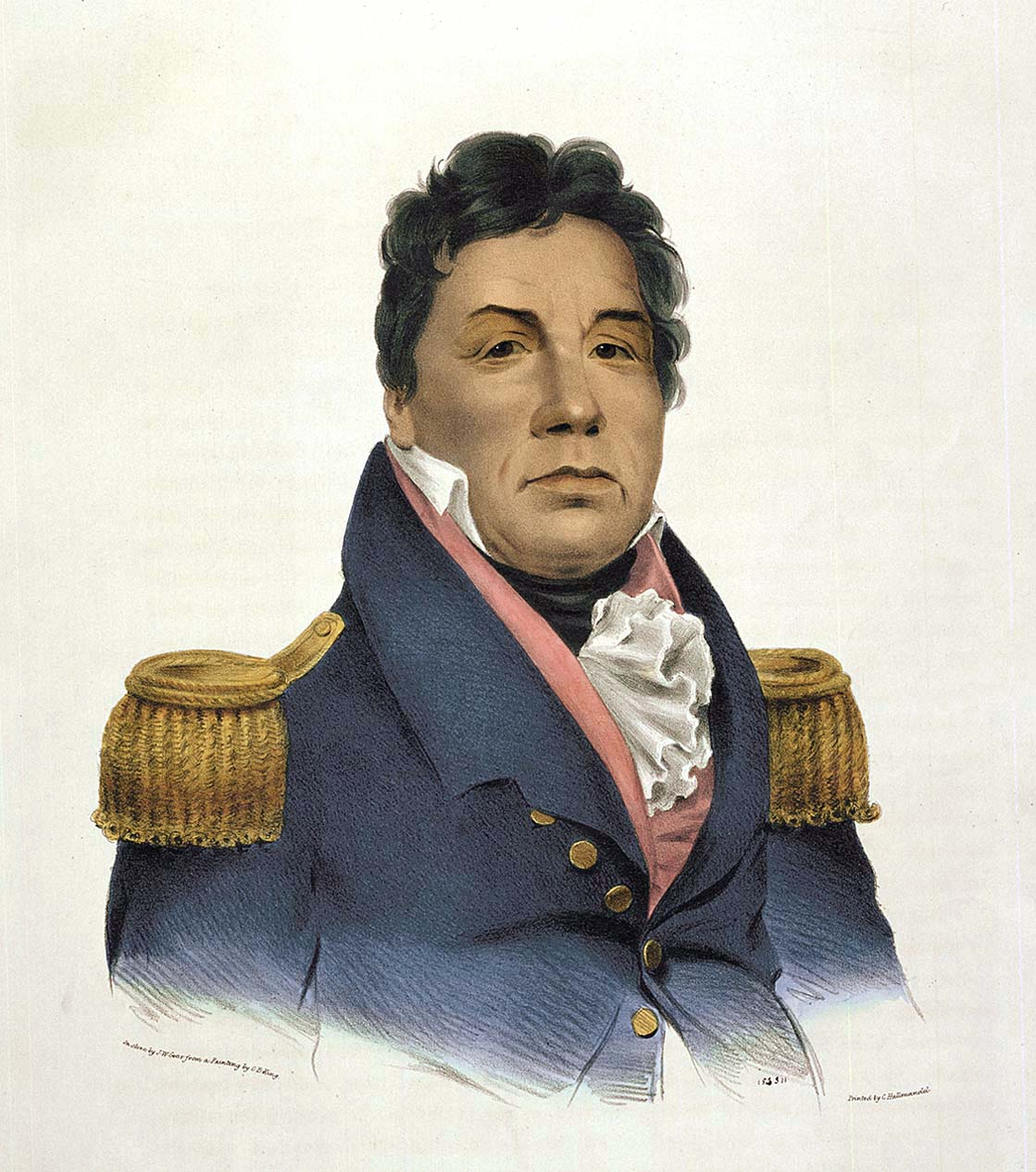
Choctaw chief Pushmataha (ca. 1840), naar een schilderij door Charles Bird King

Tecumseh en zijn reisgenoten lieten zich daardoor echter niet ontmoedigen. Op 19 september kwamen ze aan in Tuckabatchee in de buurt van het huidige Montgomery (Alabama), waar gedurende meerdere dagen een grote vergadering van de Creeks gehouden werd over de Amerikaanse plannen om door hun gebied een weg aan te leggen van Tennessee naar Mobile. Daarbij waren onder anderen ook vertegenwoordigers van de aan de Creek verwante Seminoles uit Florida aanwezig. Zolang de Amerikaanse agenten, waaronder Benjamin Hawkins er ook waren - deze stelde het aanleggen van de weg als een voldongen feit voor - bleef Tecumseh gesloten over zijn plannen maar toen de Amerikanen negen dagen later eenmaal vertrokken waren sprak hij de honderden aanwezigen toe. Hij waarschuwde vooral voor de landhonger van de kolonisten, zonder direct tot oorlog op te roepen. Intussen hadden de Shawnees (nog op verzoek van de Amerikanen) een indrukwekkende oorlogsdans uitgevoerd die in de maanden erna een ware rage zou worden onder de Creeks.
Alles wijst erop dat hij vervolgens het tegenover Harrison uitgesproken plan uitvoerde om ook volken in het Midden-Westen op te zoeken om hen te overtuigen. Hij bezocht onder anderen Winnebagos, Kickapoos, Fox en Sioux. Daar moet hij intussen vernomen hebben wat er op 7 november bij Prophetstown gebeurde.

## Een komeet en aardbevingen

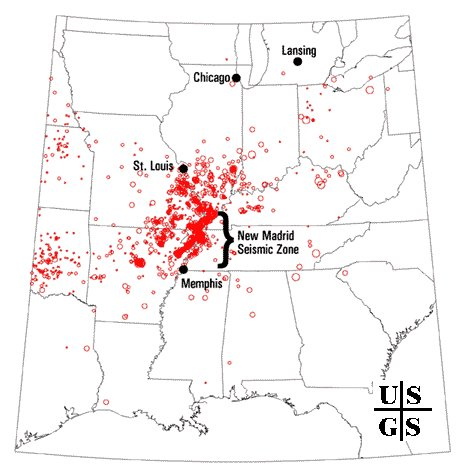
New Madrid (Missouri) seismisch gebied, aardbevingen 1974-2005

Zoals elders waren er ook nu afgezanten en stamhoofden die hem niet geloofden en niet inzagen dat de blanken ook hún gebieden zouden willen innemen. Maar hij vond ook gehoor, vooral bij jongere krijgers; een aantal leden van de volken uit het zuiden zouden enkele maanden later met hem meevechten en zijn rondreis droeg bij aan het in 1813 uitbreken van de Eerste Creek Oorlog. Het onmiddellijke effect van zijn rondreis was echter duidelijk minder dan hij had verwacht.
Een grote rol bij zijn gedeeltelijke succes speelden twee belangrijke natuurverschijnselen die door vele indianen als een bewijs werden gezien dat Tecumseh en Tenskwatawa gevolgd moesten worden: het verschijnen van Komeet C/1811 F1 en het optreden van de aardbevingen van New Madrid.
Een verband tussen de komeet en Tecumseh werd door velen, en ook door hemzelf, gelegd, aangezien zijn naam Langsschietende Ster (ook: Ineengedoken Poema) betekende.
Onduidelijker is of hijzelf ook voorspellingen had gedaan omtrent de aardbevingen, die onder andere Tuckabatchee van de kaart veegden. Met name de Creeks (en Chickasaws) raakten er vooral hierdoor van overtuigd dat Tecumseh goddelijke steun had en dat ze in navolging van Tenskwatawa moesten terugkeren naar hun oude tradities, wat mede zou leiden tot een van de meest wanhopige Indiaanse opstanden.

## Slag bij Tippecanoe

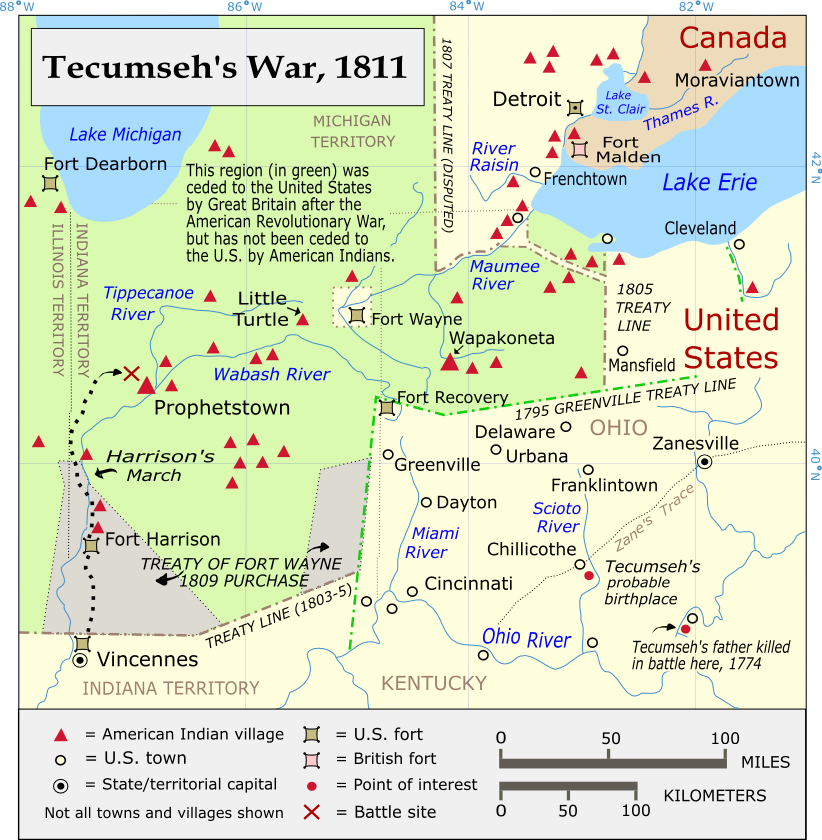
Het strijdgebied van Tecumseh, door Kevin Myers

Tijdens de afwezigheid van Tecumseh in 1811 trok Harrison langs de Wabash-rivier met een leger van duizend man van Vincennes naar Prophetstown. Terwijl hij nog met Harrison onderhandelde probeerde Tenskwatawa zijn mannen van een aanval te weerhouden, maar slaagde daar niet in. Om vier uur 's ochtends op 7 november 1811 vielen honderden van hen het kamp van Harrison aan; hoewel er bij deze slag bij Tippecanoe, op de plaats van het huidige Battle Ground, aan beide kanten ongeveer evenveel slachtoffers vielen werd dit door Harrison als een grote overwinning geclaimd.
Hij trok vervolgens het verlaten Prophetstown binnen, nam alle voedselvoorraden in beslag en brandde het dorp plat. Hij had gehoopt Tecumseh hiermee een beslissende nederlaag toe te brengen, maar het gevolg was een golf van geweld door meerdere stammen tegen de kolonisten en het feit dat Tecumseh nu pas - met wat zijn laatste wervingsronde zou zijn - een eigen oorlog kon starten door, mede in naam van Tenskwatawa de profeet, afgezanten naar vele stammen te sturen. Achthonderd krijgers verzamelden zich bij Prophetstown en bouwden niet alleen dit weer op, maar Kickapoos en Winnebagos richtten elk ook vlakbij een eigen nederzetting op. De Shawneeleider kon nu op minstens 3500 strijders rekenen. In mei 1812 sprak hij opnieuw een grote vergadering toe in de buurt van Marion (Indiana).

## De Oorlog van 1812

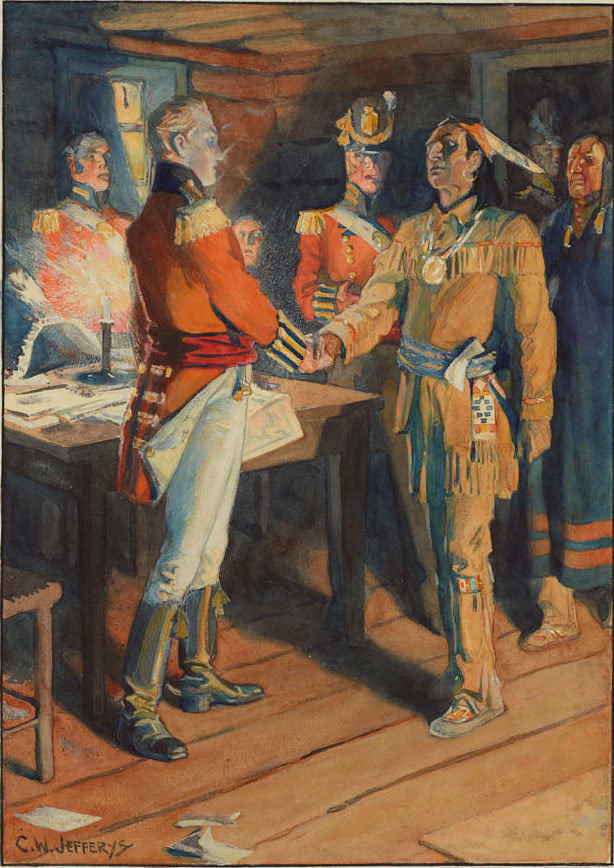
De kennismaking van Brock met Tecumseh in augustus 1812, door Charles William Jefferys (1905)

Bij het uitbreken van de Oorlog van 1812 waren de Engelsen, die eerdere verzoeken tot samenwerking met Tecumseh van de hand hadden gewezen, nu wel bereid gebruik te maken van zijn macht en aanzien. Ze zagen hem als de meest invloedrijke indiaanse leider van dat moment, al ging het vooral om het door Tecumseh politiek en militair benutten van de religieuze beweging van zijn broer. Door de oorlog stonden ook de indiaanse stamhoofden meer open voor de ideeën van Tecumseh. Toen de Amerikaanse generaal William Hull in juli 1812 Canada binnenviel en Fort Malden (ook Fort Amherstburg genoemd) bedreigde was het Tecumseh en een kleine groep Shawnees, die hem als eersten aanvielen en zijn post wisten te onderscheppen; daaruit bleek dat Hull er zeer voor beducht was dat zijn verbindingen zouden worden afgesneden. Na een kleine veldslag met de Britten en Tecumseh bij Maguaga trok Hull zich op 11 augustus terug in Fort Detroit.
Drie dagen later arriveerde generaal-majoor Isaac Brock, de Britse bevelhebber van Opper-Canada, in Fort Amherstburg. Tecumseh en hij hadden meteen veel waardering voor elkaar. Hun beider legers rukten op naar het noorden en begonnen het beleg van Fort Detroit. Tot ieders verbazing gaf Hull zich al meteen met zijn 2000 mannen op 16 augustus over: Hij was in de veronderstelling dat er duizenden indianen waren (het waren er in werkelijkheid ongeveer 530) en had een bloedbad willen voorkomen. Brock werd vanwege de inname van Detroit geridderd, maar sneuvelde nog geen twee maanden later in de slag bij Queenston Heights; Hull werd door een krijgsraad ter dood veroordeeld maar kreeg later gratie.
In de volgende maanden namen Tecumseh en zijn krijgers deel aan de vruchteloze belegeringen van achtereenvolgens Fort Wayne, Fort Harrison en tot tweemaal toe Fort Meigs. Legendarisch werd zijn verontwaardiging over het doden van Amerikaanse gevangenen, bij het eerste beleg van Fort Meigs in januari 1813; bij het tweede beleg, een half jaar later, had hij zijn grootste troepenmacht ooit (2500 mannen).

## De dood van Tecumseh
In het najaar van 1813 viel Harrison Ontario binnen. Vooral door bevoorradingsproblemen na de slag op het Eriemeer (10 september) kon de Britse generaal-majoor Henry Procter niets anders dan zich terugtrekken (waarbij ze beschermd werden door 600 krijgers van de teleurgestelde Tecumseh, die hem verontwaardigd had verweten te vluchten zonder slag te leveren).

Procter trok in Ontario langs de Thames naar het noordoosten en twijfelde langdurig waar hij de achtervolgende Amerikanen zou opwachten, terwijl Tecumseh daar herhaaldelijk op bleef aandringen. Toen hij uiteindelijk op 5 oktober een plek in de buurt van Moraviantown (nu het grondgebied van het indianenreservaat Moravian 47 in Chatham) koos waren zijn mannen ontmoedigd en hongerig.

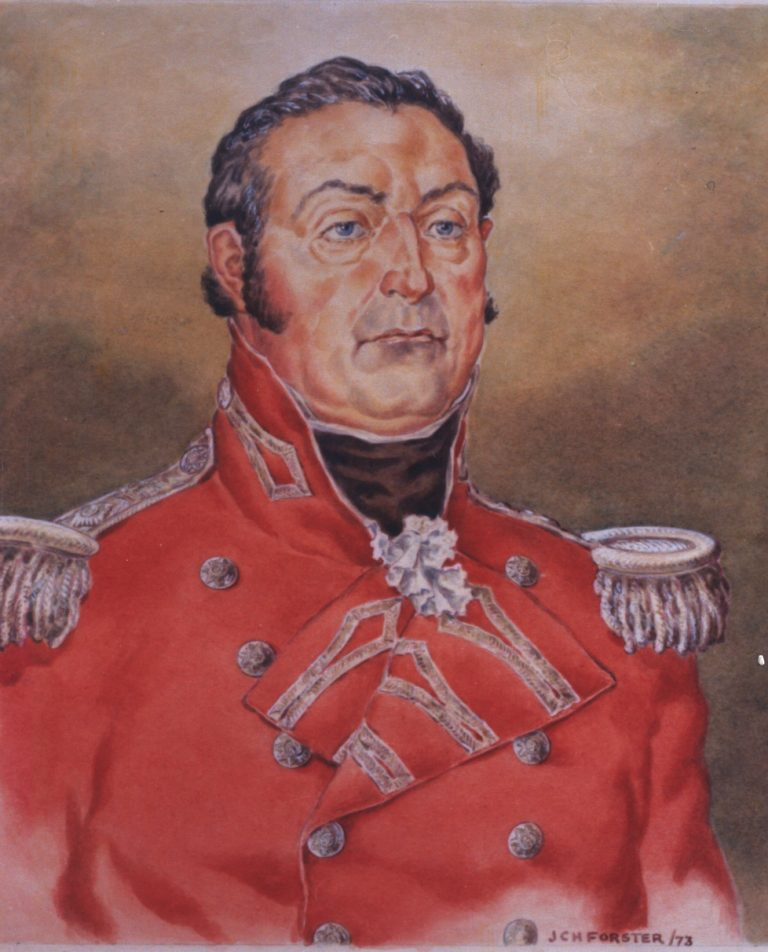
Generaal-majoor Henry Procter

Procter stelde zijn leger op in het open veld, de indianen ernaast in een bos. Toen Procter en de Britten bij de eerste aanval op de vlucht sloegen (634 van hen werden gedood of gevangengenomen, hun enige kanon werd veroverd voor het een schot kon lossen) bleef Tecumseh over met nog 500 krijgers tegenover 3000 Amerikanen. De slag bij de Thames duurde nog geen half uur; het staat niet helemaal vast hoe en door wie Tecumseh gedood werd, maar zijn lichaam werd door meerdere getuigen (waaronder gevangengenomen Britse officieren) naderhand op het slagveld geïdentificeerd, al was het inmiddels gescalpeerd en verminkt. Men kon nooit achterhalen wat er vervolgens met het lichaam gebeurd is.
Procter kwam wegens de aan de Thames en in de hele veldtocht geleden verliezen onder hevige kritiek te staan en hoopte deze te weerleggen door op eigen verzoek voor een krijgsraad te komen. Deze vond dat hij in gebreke was gebleven en ontnam hem zijn rang en soldij; dit werd later omgezet in een openlijke berisping maar zijn militaire carrière was hierdoor voorbij. Zijn medestanders wezen echter beschuldigend naar de volgens hen slechte oorlogsmaatregelen die ten opzichte van dit gebied door gouverneur-generaal George Prevost genomen waren.
Alhoewel tot 8 januari 1815 nog de Slag bij New Orleans plaatsvond was de oorlog op 24 december 1814 op papier al beëindigd door de Vrede van Gent; in de tekst daarvan werd opgeroepen om de indianen hun territoria van 1811 terug te geven (ook Brock had er bij zijn superieuren op aangedrongen dergelijke wensen in te willigen), maar dit bleek een dode letter. De oorlog bracht geen verbetering in de omstandigheden van de indianen; ook niet in die van de aan de Verenigde Staten trouw gebleven Shawnees van Wapakoneta, die daarna te maken kregen met een snelle Amerikaanse bevolkingstoename in Ohio en Indiana.
De Amerikanen bepaalden welke indianen waarheen terugkeerden. Tenskwatawa bleef verbitterd in Canada, totdat de gouverneur van Michigan Territory, Lewis Cass, hem in 1825 liet terugkeren op voorwaarde dat hij de Shawnees in Ohio zou overhalen naar het westen te verhuizen. Een jaar later leidde hij inderdaad tweehonderdvijtig van hen vanuit Wapakoneta naar een nieuw reservaat in Kansas.

## Presidentsverkiezingen en de Vloek van Tecumseh

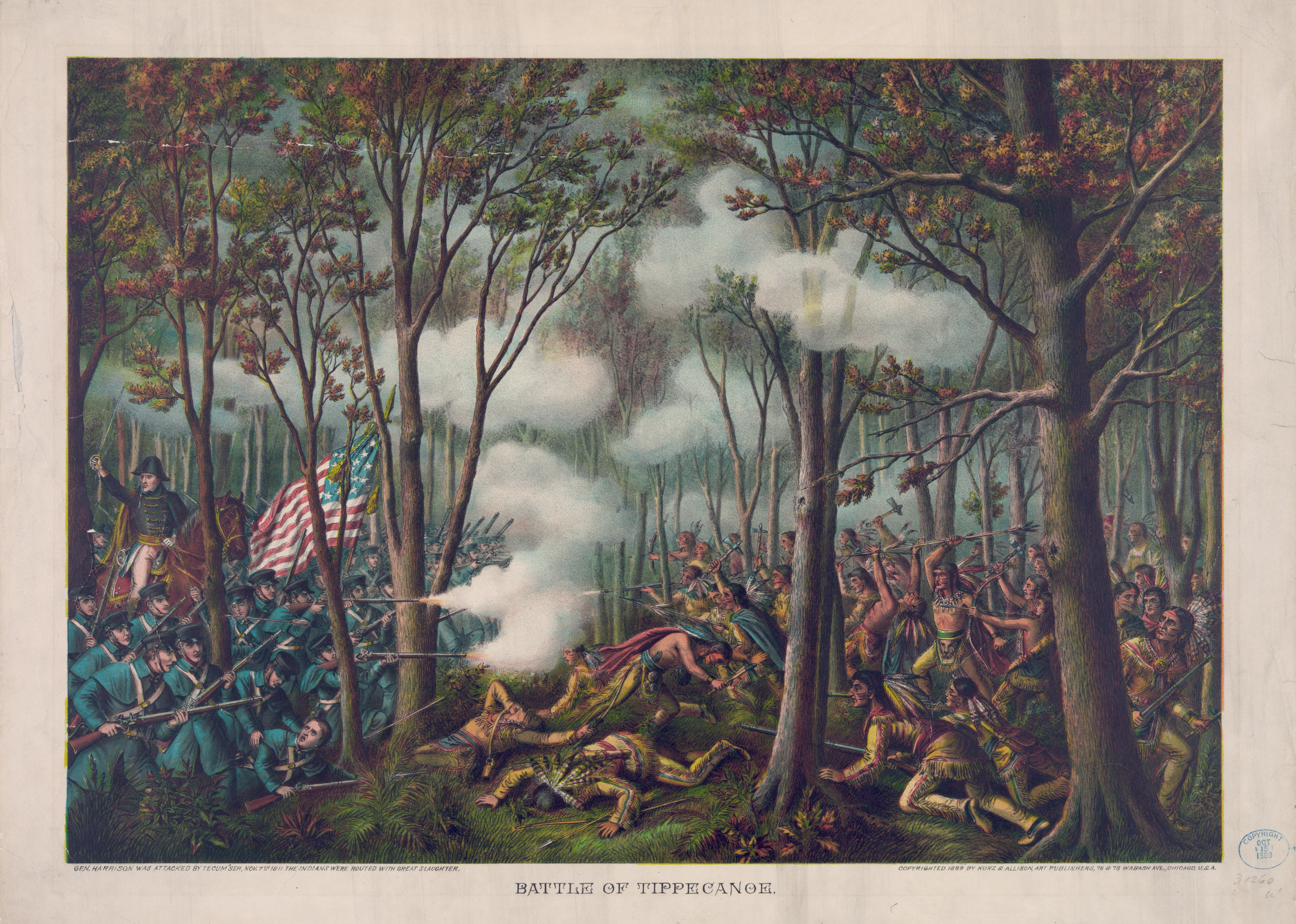
Slag bij Tippecanoe, ingekleurde lithografie (1889), Eds. Kurz & Allison

Hoewel het niet helemaal vaststaat dat Tecumseh gedood werd door toenmalig kolonel Richard Mentor Johnson gebruikten diens aanhangers dit wel als belangrijkste slogan ("Rumpsey Dumpsey, Rumpsey Dumpsey, Colonel Johnson killed Tecumseh") toen hij in 1836 voor het vicepresidentschap running mate was van Martin Van Buren (en ze deze verkiezingen wonnen). Dat Amerika's grootste indiaanse vijand door Johnson zou zijn gedood leidde uiteraard destijds tot een hevige polemiek in de pers, met verklaringen van meer en minder betrouwbare getuigen; maar zijn versie bleef wel als meest waarschijnlijke over.
Toen Harrison in 1840 campagne voerde in de presidentsverkiezingen, met John Tyler als running mate, werd een bekende slogan (en lied) "Tippecanoe and Tyler too", verwijzend naar hun beider successen in de oorlog van 1812 en het feit dat Harrison inmiddels "Old Tippecanoe" als bijnaam had gekregen - naar aanleiding van wat algemeen als een overwinning op Tecumseh werd gezien, terwijl deze totaal niet bij die veldslag aanwezig was en beide partijen ongeveer evenveel verliezen hadden geleden.
In 1931 werd door Robert Ripley in Ripley's Believe It or Not! het bijgelovig broodjeaapverhaal gelanceerd dat bekend zou worden onder de namen Vloek van Tecumseh, Vloek van Tippecanoe of Zero-vloek: Elke president van de Verenigde Staten die sinds 1840 verkozen werd in een jaar dat een veelvoud van twintig was (of eindigde op 0) zou binnen zijn ambtstermijn sterven. In september 1980 werd dit voor het eerst in de pers voorgesteld (door Lloyd Shearer in Parade) als ware het een gevolg van een door Tecumseh's broer Tenskwatawa uitgesproken profetische vloek over Harrison en al zijn opvolgers, als wraak voor de dood van de leider en voor de slag bij Tippecanoe.

## Folklore en lectuur

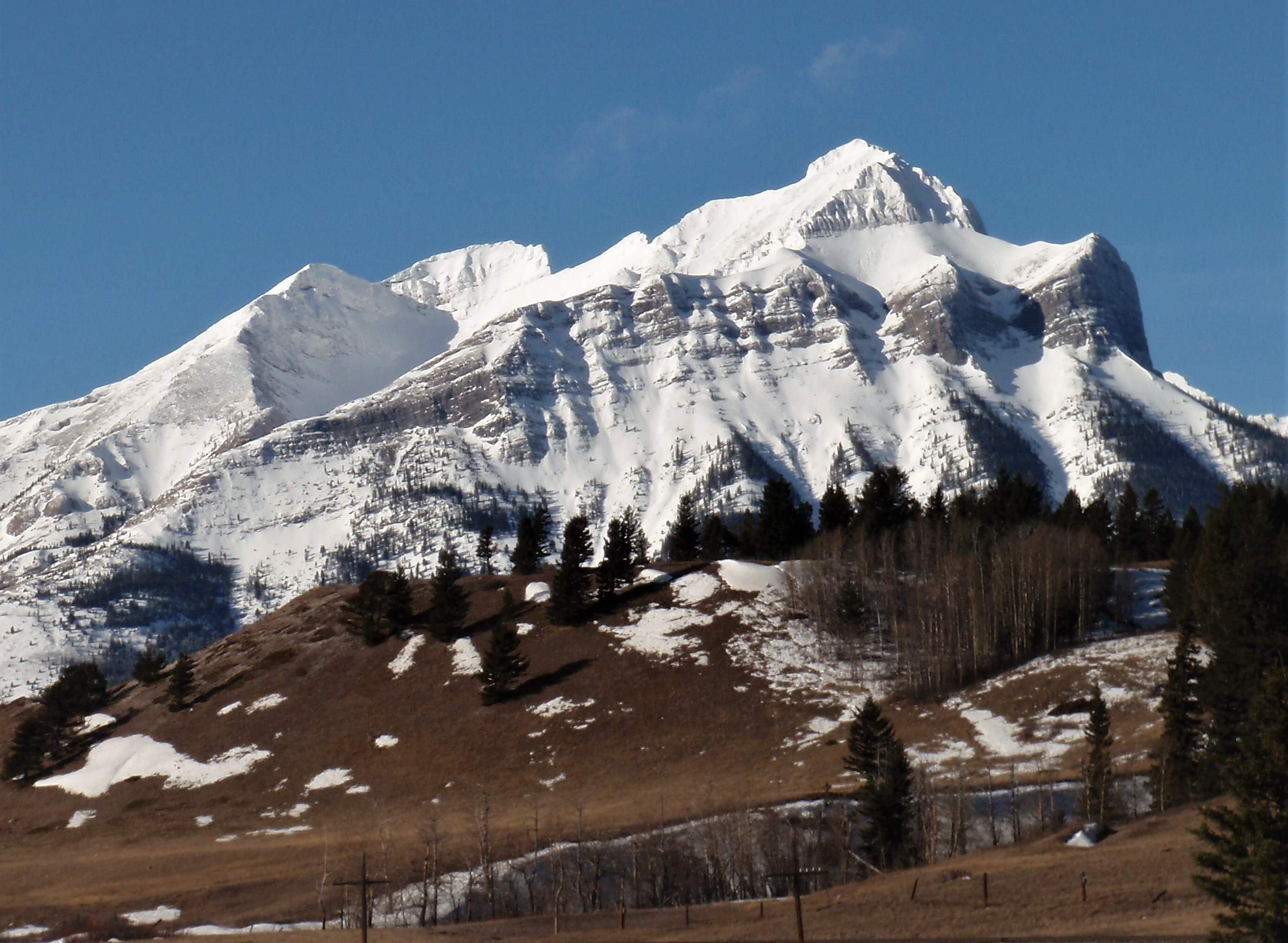
Mount Tecumseh, Alberta

Al snel na zijn dood ging Tecumseh tot de nationale helden van de Amerikanen behoren, het volk dat hij tijdens zijn leven juist zo bestreed. William Tecumseh Sherman werd in 1820 al naar hem genoemd en er zouden nog vele vernoemingen (personen, plaatsen, schepen, scholen, een bedrijf...) volgen. In 1916 noemde Viereck een in Connecticut aangetroffen insect naar hem. Toen in 1998 het bestaan van de vier jaar eerder door Christopher Aikman ontdekte planetoïde 47069 (1998 XC73) via het LINEARprogramma werd bevestigd gaf deze haar eveneens de naam Tecumseh.
Op veel plaatsen in de Verenigde Staten en Canada, die met zijn geschiedenis zijn verbonden, bevinden zich gedenktekens of wordt aandacht besteed aan zijn persoon.
In Duitsland vanaf de dertiger jaren, en vervolgens ook in Nederland en Vlaanderen, werd Tecumseh vooral bekend door de jeugdboekenserie (in Nederland zeven delen, tot acht keer herdrukt) van Fritz Steuben (Erhard Wittek), met illustraties door Tjeerd Bottema. Omdat men in Duitsland vond dat er nazistische ideeën in de boeken voorkwamen, evenals een vals voorwenden van bronnen, werden ze na 1975 in een door Nina Schindler bewerkte vorm heruitgegeven.
In 1868 maakte Benson John Lossing een portret van Tecumseh, gebaseerd op een schets van Pierre le Dru uit 1812. Lossing dacht dat Tecumseh van de Britten de rang van generaal had gekregen en beeldde hem af in Brits uniform.

## Galerij

Gebied van de in 1810 door Tecumseh tegen de Amerikanen verenigde First Nations stammen
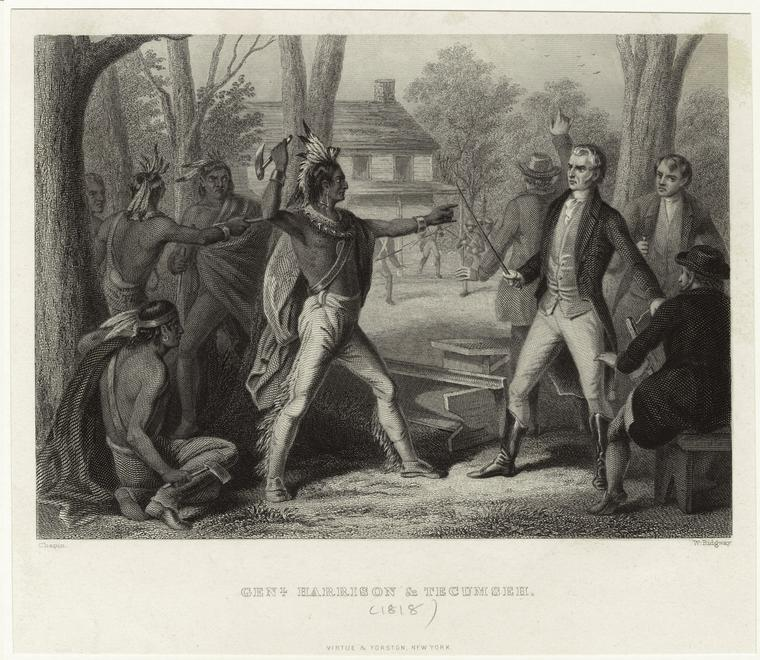
Tecumseh protesteert in 1810 te Vincennes heftig tegen Harrisons weigering het Verdrag van Fort Wayne (1809) te herzien (historisch vrij incorrecte afbeelding)
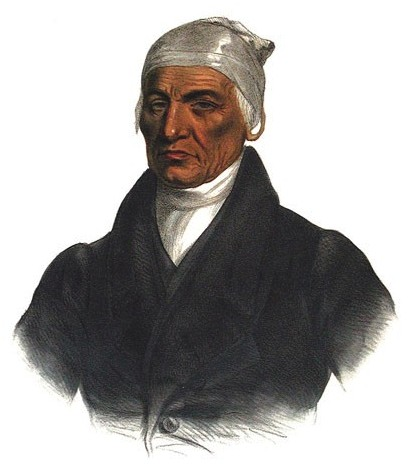
Black Hoof, lithografie (1836) naar een eerder schilderij van Charles Bird King
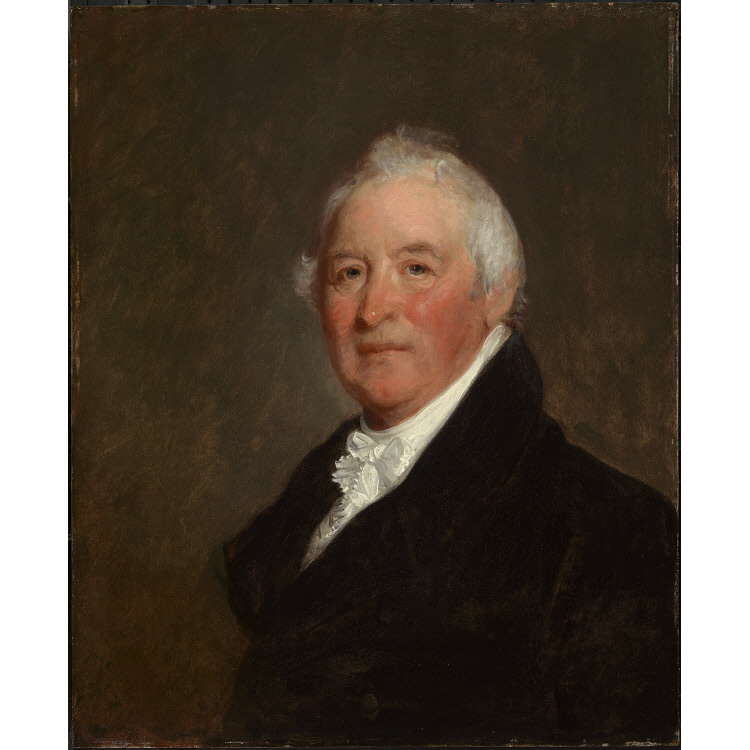
William Hull (1753-1825), schilderij (ca. 1823) door Gilbert Stuart, National Portrait Gallery Washington
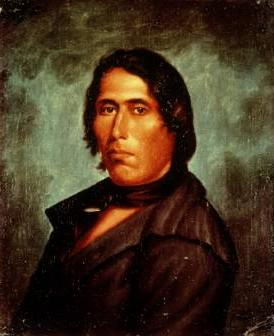
Portret van Tecumseh's zoon Paukeesaa, zoniet van Tecumseh zelf, Field Museum of Natural History, Chicago.
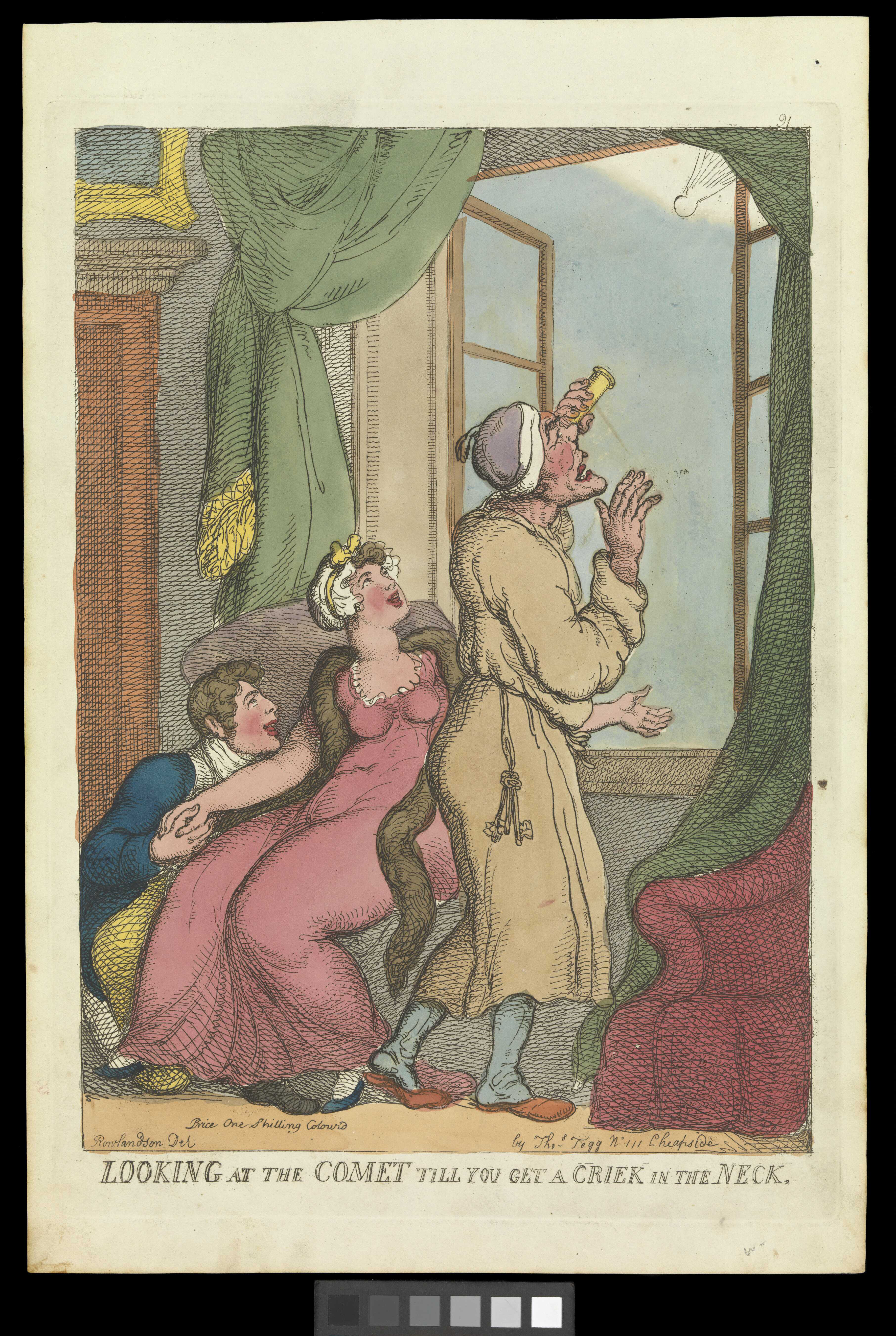
Kijken naar de komeet tot je nek kraakt, cartoon (1811) door Thomas Rowlandson
Het noordelijk strijdgebied in de Oorlog van 1812
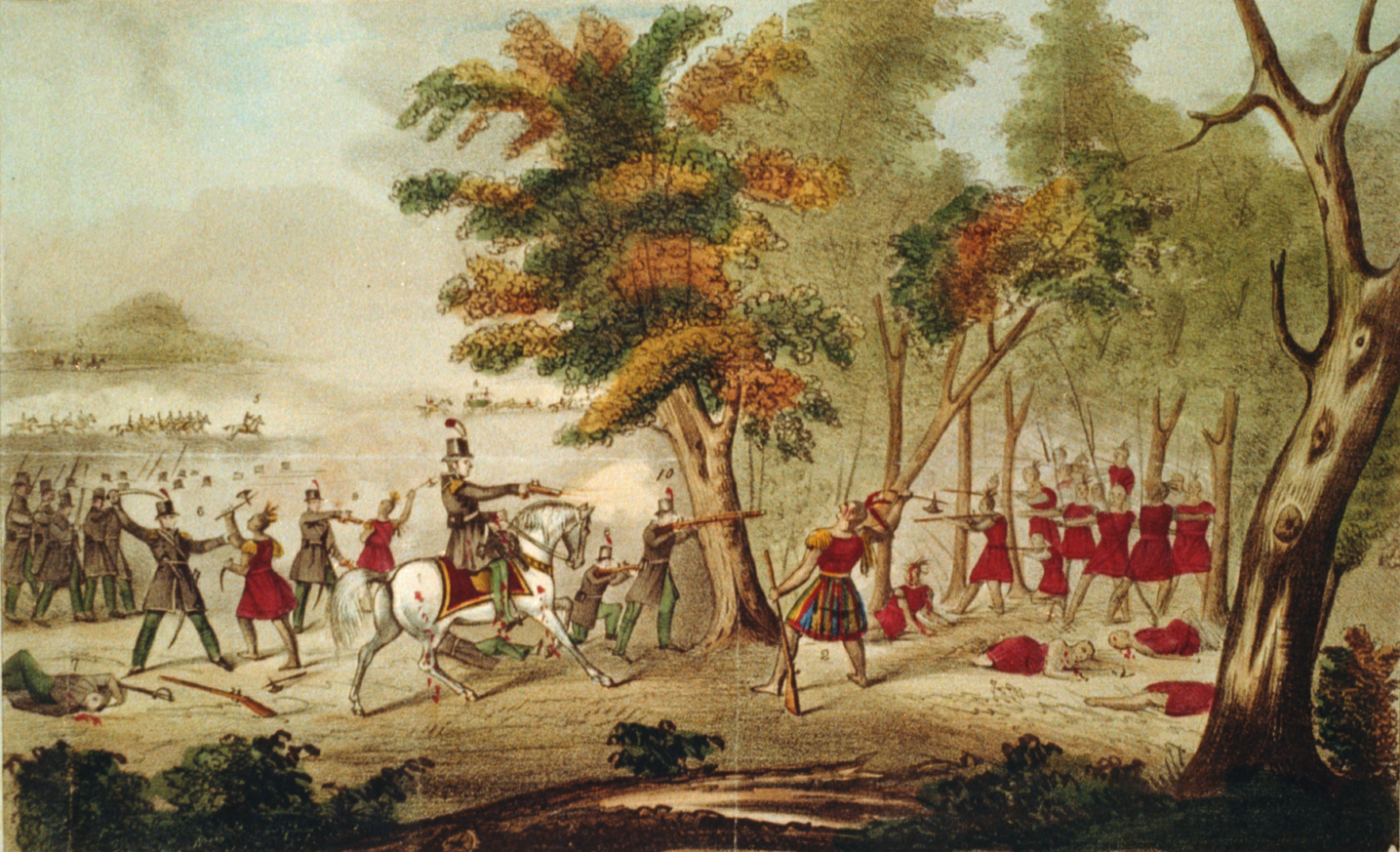
Tecumseh gedood door kolonel Richard Mentor Johnson in de Slag bij de Thames (Moraviantown), 5 oktober 1813, handgekleurde lithografie (1833) door William Emmons
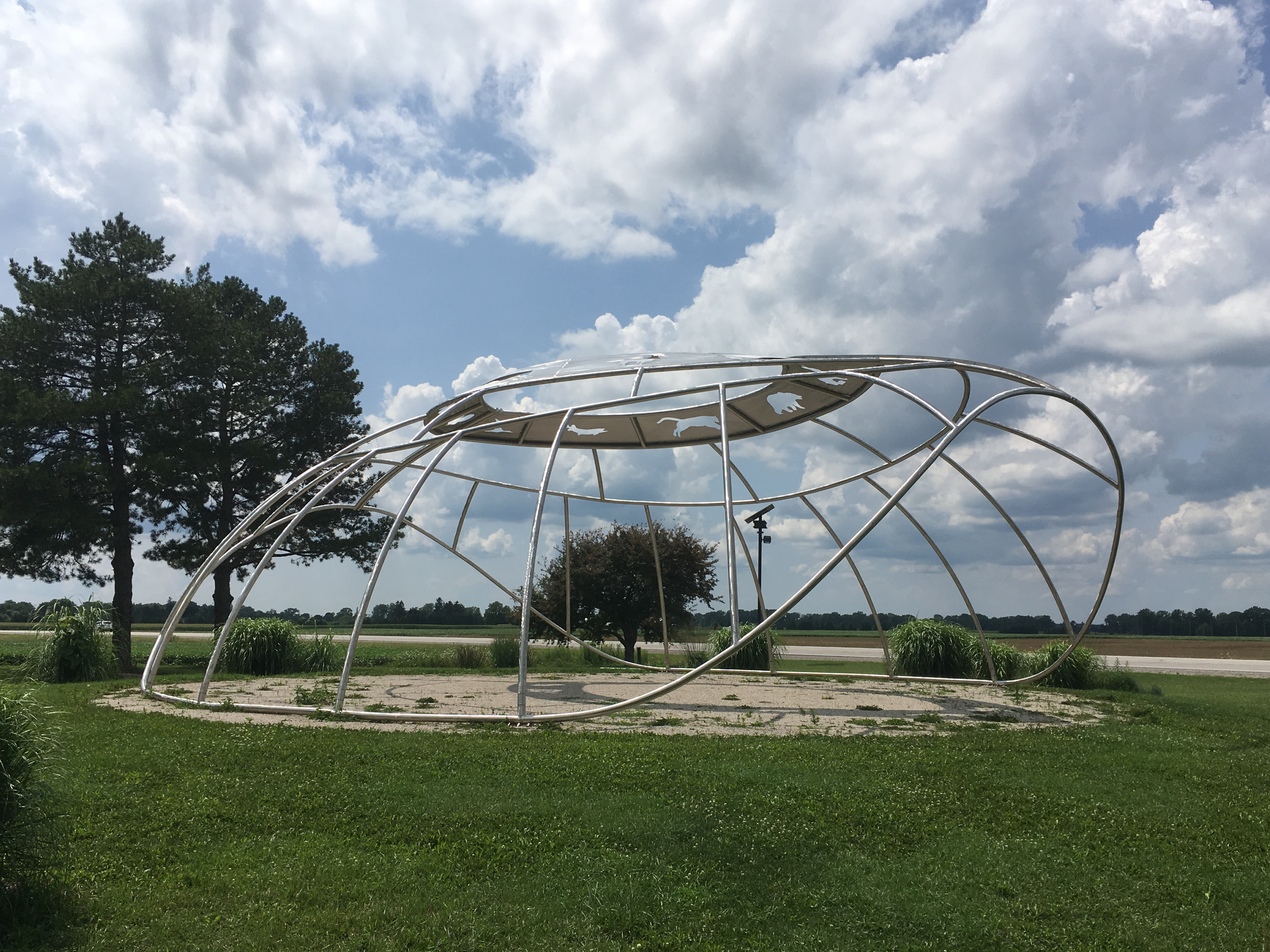
Tecumseh monument (schildpadvormig) op de plaats van de slag bij de Thames
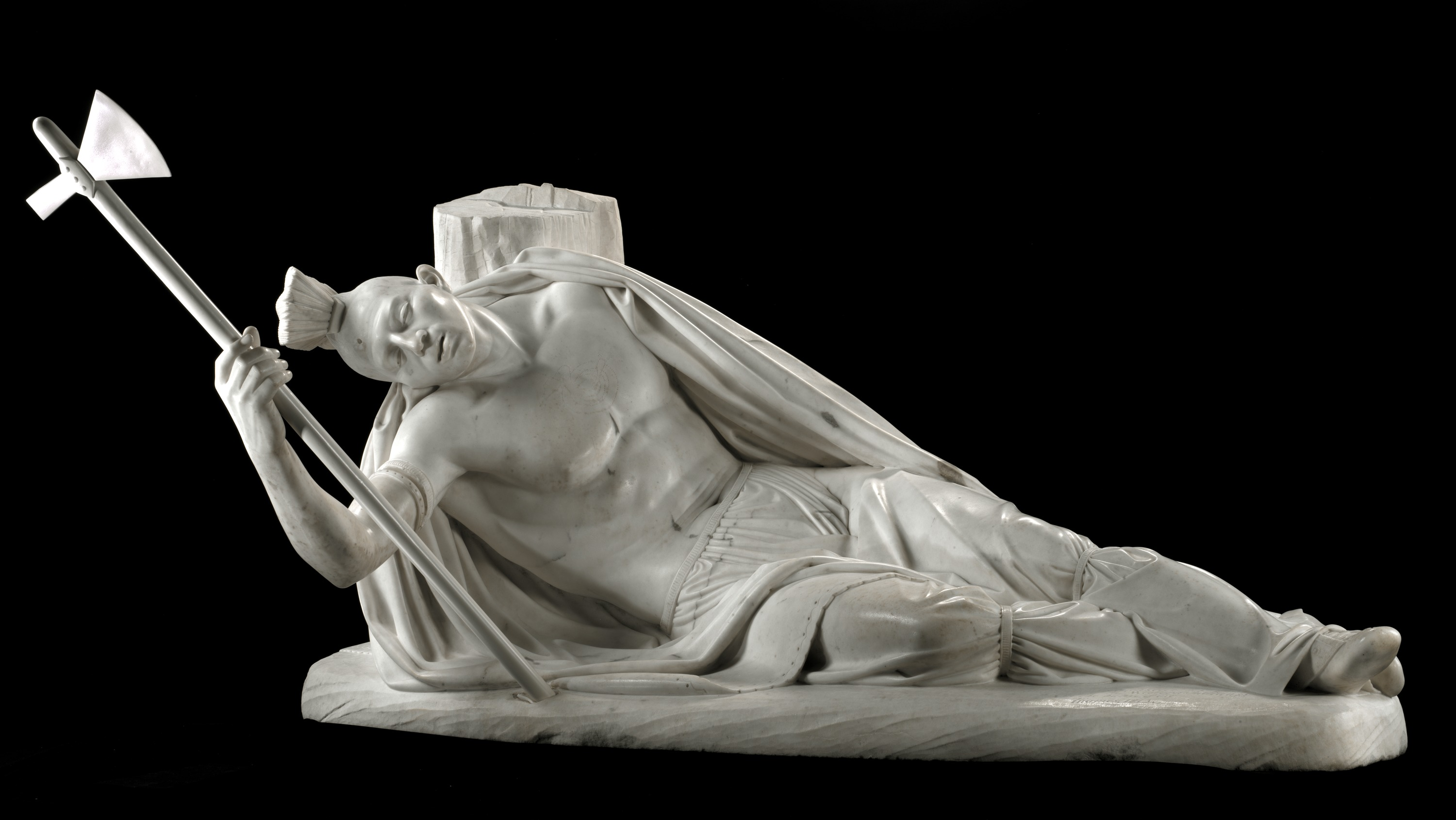
The Dying Tecumseh, sculptuur van Ferdinand Pettrich; marmer, 1856. Smithsonian American Art Museum. Beschrijving: "Grand Chief van de West-Indiërs. Viel in de Slag om de Thames 1813"